# 엘리테탄
엘리테탄(스웨덴어: Elitettan)은 스웨덴의 여자 축구 2부 리그이다. 2013년에 다말스벤스칸의 하위 리그로 설립되었으며, 현재 14개 팀이 참가한다. 엘리테탄은 홈 앤 어웨이 방식의 리그전으로 진행되며 한 팀당 26경기를 치른다. 엘리테탄에서 가장 낮은 성적을 기록한 3개 팀은 디비시온 1로 강등되고 엘리테탄에서 가장 높은 성적을 기록한 2개 팀은 다말스벤스칸으로 승격된다.

## 같이 보기
- 다말스벤스칸
- 수페레탄